# Нормативы допустимых сбросов
Нормативы допустимых сбросов — нормативы, которые установлены для субъектов хозяйственной и иной деятельности в соответствии с показателями массы химических веществ, в том числе радиоактивных, иных веществ и микроорганизмов, допустимых для поступления в окружающую среду от стационарных, передвижных и иных источников в установленном режиме и с учетом технологических нормативов, и при соблюдении которых обеспечиваются нормативы качества окружающей среды.

## Проект Нормативов допустимых сбросов
В проекте выполняется расчет допустимых сбросов загрязняющих веществ, поступающих с производственными и сточными водами, в водный объект. Целью установления нормативов допустимых стоков является определение допустимого количества загрязняющих веществ, поступающих в водный объект в результате хозяйственной деятельности предприятия. Состав вод в водном объекте должен сохраняться на уровне, сформировавшемся под влиянием природных факторов. Обеспечение норм качества вод в водных объектах достигается путём реализации комплекса природоохранных мероприятий. Величины НДС служат основой реализации контроля за соблюдением установленных режимов сброса (и качества) вод в водные объекты и являются основными целевыми показателями для разработки планов и программ развития водоохранных комплексов.
Ранее Проект НДС называли ПДС или Нормативы предельно допустимых сбросов изменение названия было внесено Методическими указаниями по разработке нормативов допустимого воздействия на водные объекты, М., 2007 г. (утв. приказом МПР РФ от 12.12.2007 № 328)
Нормативы предельно допустимых сбросов (проект нормативов ПДС) устанавливаются для каждого выпуска сточных вод действующего предприятия — водопользователей, исходя из условий недопустимости превышения предельно допустимых концентраций вредных веществ (ПДК) в контрольном створе, с учетом его целевого использования, а при превышении ПДК в контрольном створе — исходя из условия сохранения (неухудшения) состава и свойств воды в водных объектах, сформировавшихся под влиянием природных факторов.

## Предельно допустимый сброс (ПДС)
Предельно допустимый сброс (ПДС) — экологический норматив: масса вещества в сточных водах, максимально допустимая к отведению в установленном режиме в данном пункте водного объекта в единицу времени с целью обеспечения норм качества воды в контрольном пункте; ПДС — лимит по расходу сточных вод и концентрации содержащихся в них примесей — устанавливается с учетом ПДК веществ в местах водопользования (в зависимости от вида водопользования), ассимилирующей способности водного объекта, перспектив развития региона и оптимального распределения массы сбрасываемых веществ между водопользователями, сбрасывающими сточные воды (ГОСТ 17.1.1.01—77).